# Прогрес M-04M
Прогрес М-04М — транспортний вантажний космічний корабель (ТВК) серії «Прогрес», запущений до Міжнародної космічної станції. 36-й російський корабель постачання МКС. Серійний номер 404.

## Мета польоту
Доставлення на МКС палива, продуктів, води та інших витратних матеріалів, необхідних для експлуатації станції в пілотованому режимі.

## Хроніка польоту
- 03.02.2010, 06:45:29 (MSK), (03:45:29 UTC) — запуск із космодрому Байконур[2];
- 05.02.2010, 07:25:58 (MSK), (04:25:58 UTC) — здійснено стикування з МКС до стикувального вузла на агрегатному відсіку службового модуля «Зірка». Процес зближення і стикування проводився в автоматичному режимі;
- 10.05.2010, 14:15:32 (MSK), (11:15:32 UTC) — ТВК відстикувався від орбітальної станції і вирушив в автономний політ.

## Фотографії

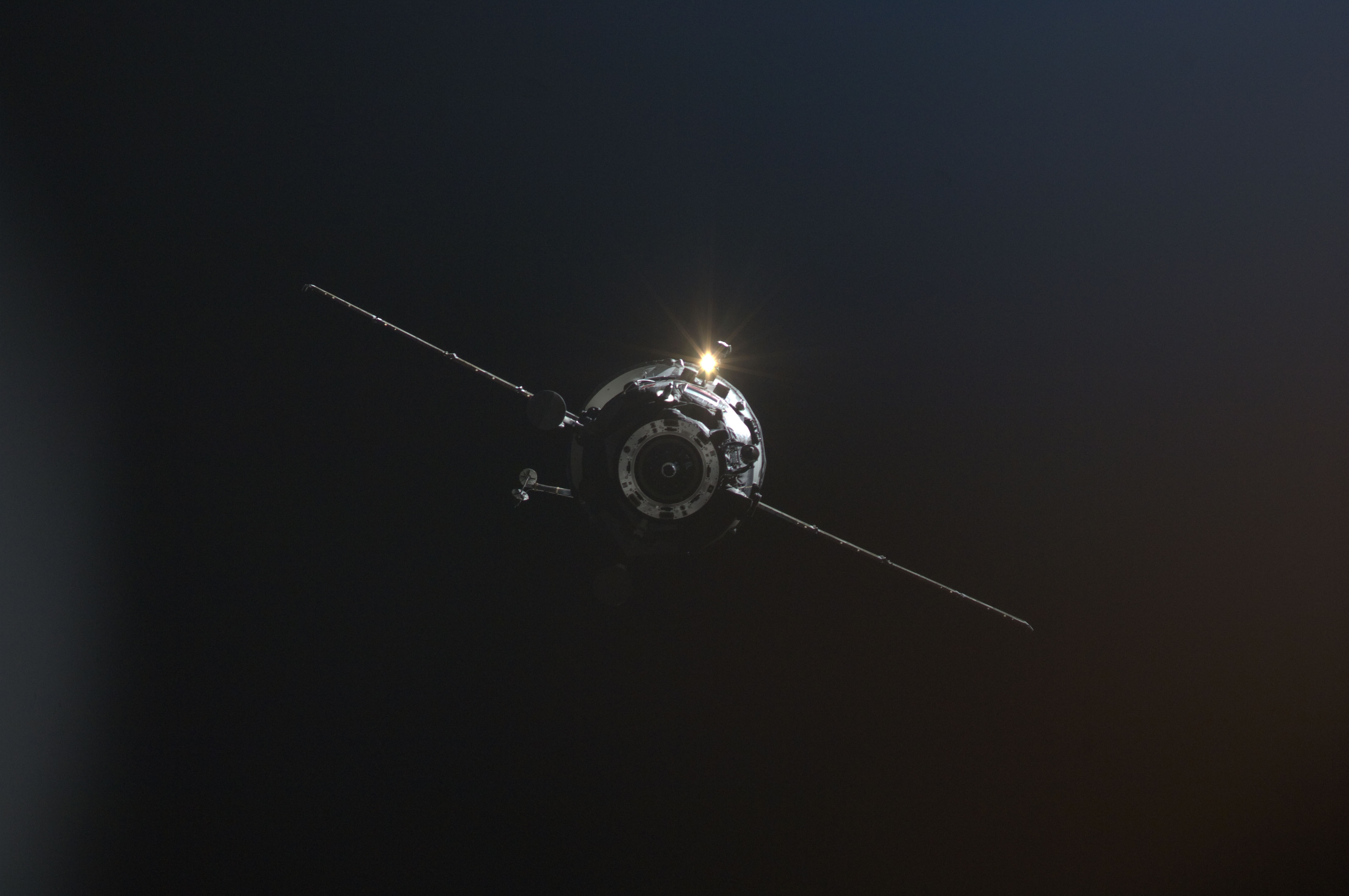
ТВК «Прогрес М-04М» наближається до МКС

## Наукова робота
ТВК «Прогрес М-04М» два місяці був учасником серії геофізичних експериментів.